# Sportovec roku 2010

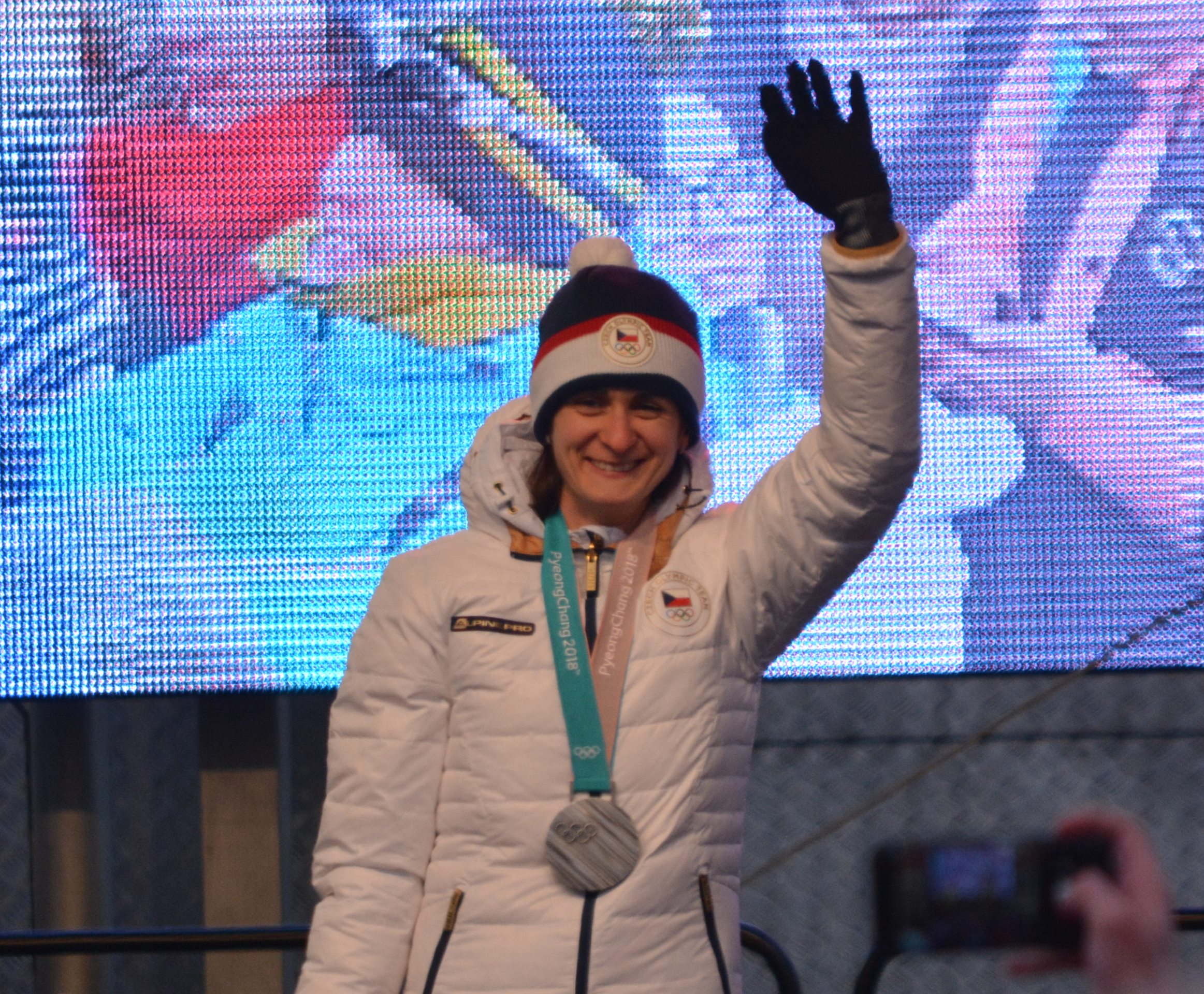
Martina Sáblíková

Sportovec roku 2010 byl 52. ročník ankety Sportovec roku a osmnáctý v samostatném Česku. Vítězem se stala rychlobruslařka Martina Sáblíková, která tak obhájila loňský triumf a připsala si celkově již třetí vítězství v anketě. Tím se zařadila na třetí místo historické tabulky, za Věru Čáslavskou a Jana Železného, kteří se pyšní vítězstvími čtyřmi. Sáblíková v roce 2010 přivezla dvě zlata a jeden bronz z olympijských her ve Vancouveru. V kategorii družstev zvítězila česká hokejová reprezentace, která získala titul mistrů světa, na dlouhou dobu poslední. Cenu Emila Zátopka pro sportovní legendu Česka obdržela sportovní gymnastka Eva Bosáková, olympijská vítězka z roku 1960. Bosáková se ocenění nedožila, zemřela v roce 1991, v 59 letech.

## První desítka jednotlivci
1. Martina Sáblíková (rychlobruslení) - 2157 bodů
2. Lukáš Bauer (lyžování) - 1740 bodů
3. Ondřej Synek (veslování) - 1620 bodů
4. Tomáš Berdych (tenis) - 1343 bodů
5. Zdeněk Štybar (cyklokros) - 1249 bodů
6. Filip Jícha (házená) - 1197 bodů
7. Šárka Záhrobská (alpské lyžování) - 1161 bodů
8. Hana Horáková (basketbal) - 1098 bodů
9. Jaromír Jágr (lední hokej) - 963 bodů
10. Barbora Špotáková (atletika) - 869 bodů

## První trojka družstva
1. česká hokejová reprezentace - 574 bodů
2. česká ženská basketbalová reprezentace - 552 bodů
3. štafeta běžců na lyžích (Lukáš Bauer, Martin Koukal, Martin Jakš, Jiří Magál) - 342 bodů

## Junioři
1. Tomáš Paprstka (cyklokros) - 67 bodů
2. Eva Samková (snowbordcross) - 47 bodů
3. Jiří Prskavec (vodní slalom) - 45 bodů

## Sportovní legenda
- Eva Bosáková